# One Park Drive
One Park Drive è un grattacielo residenziale situato nell'angolo sud-ovest di Wood Wharf, all'interno di Canary Wharf sull'Isle of Dogs a Londra. L'edificio è stato progettato da Herzog & de Meuron, è di forma cilindrica e con 58 piani comprende 468 appartamenti residenziali privati.

## Galleria d'immagini

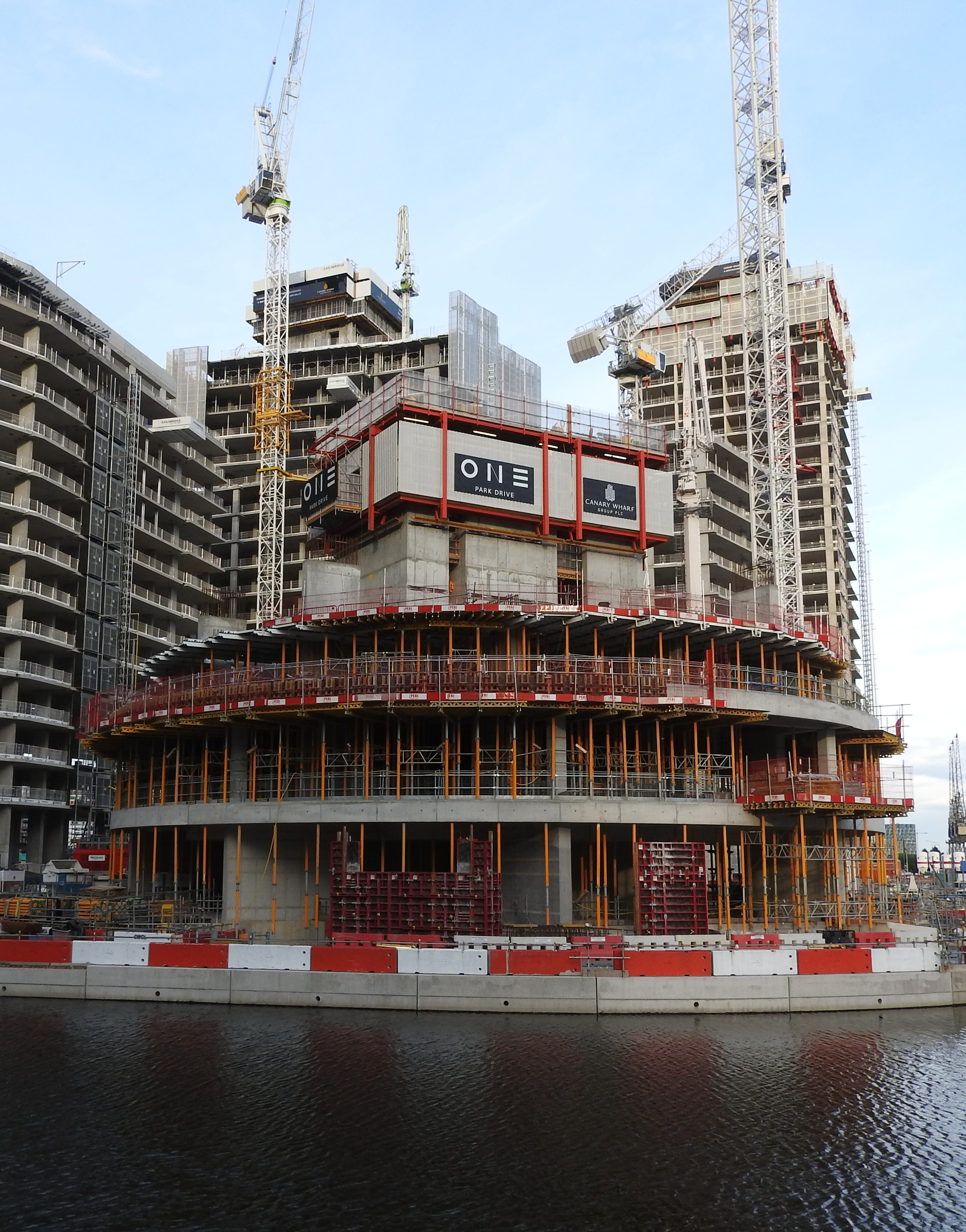
In costruzione nel settembre 2017
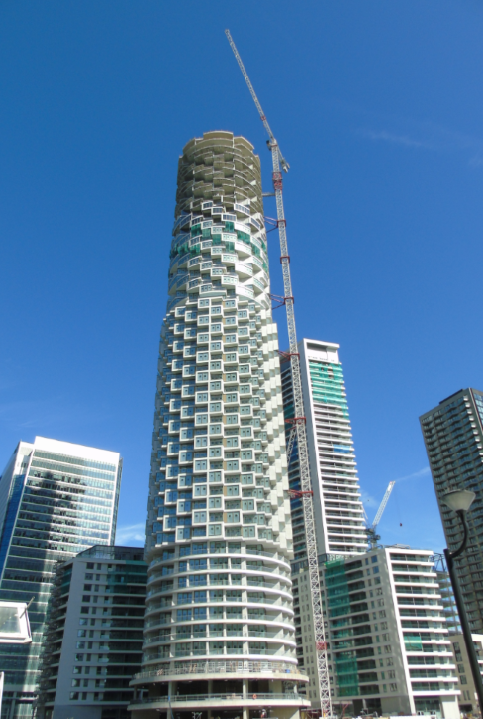
In costruzione nel 2019
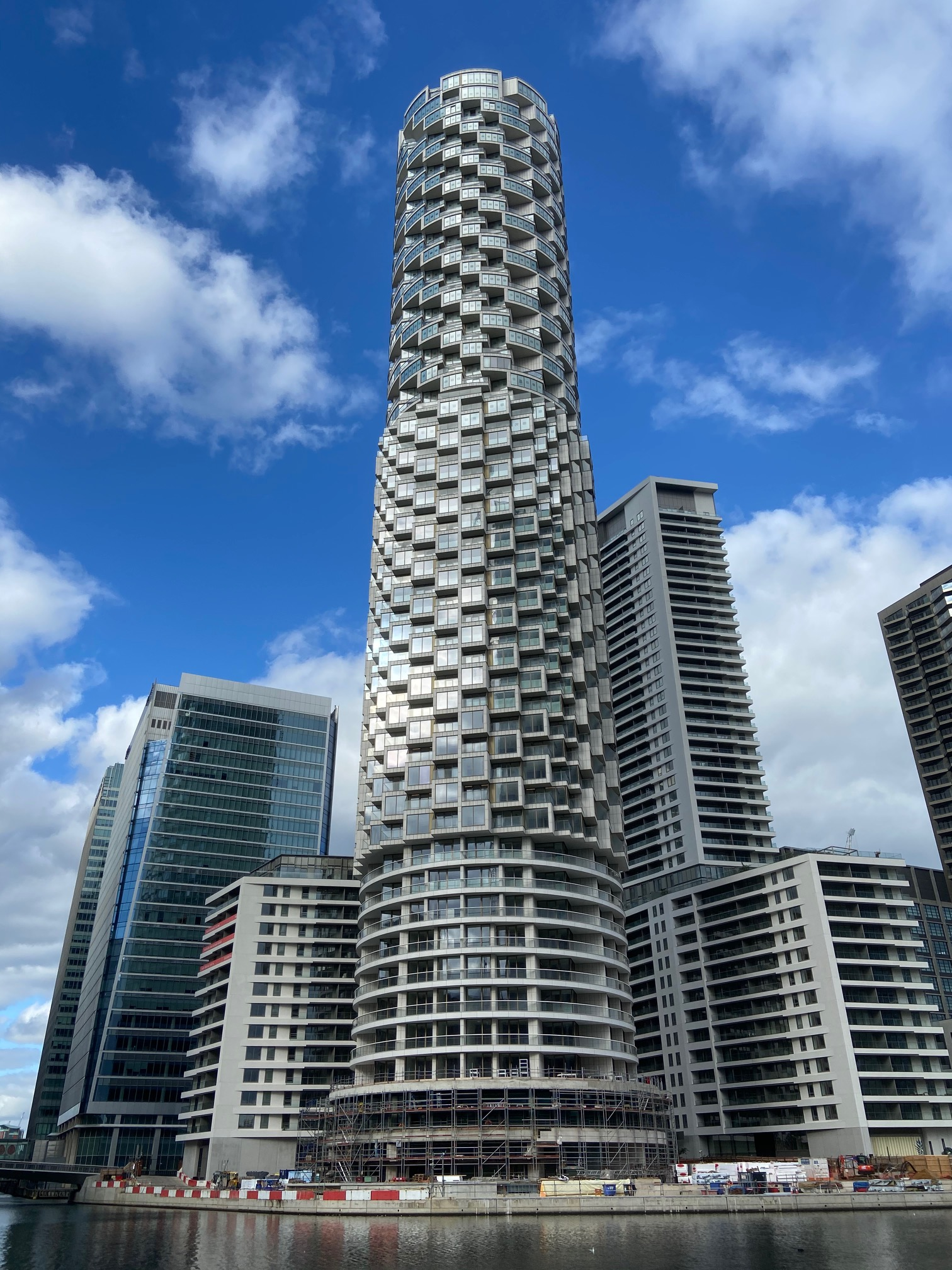
Agosto 2020
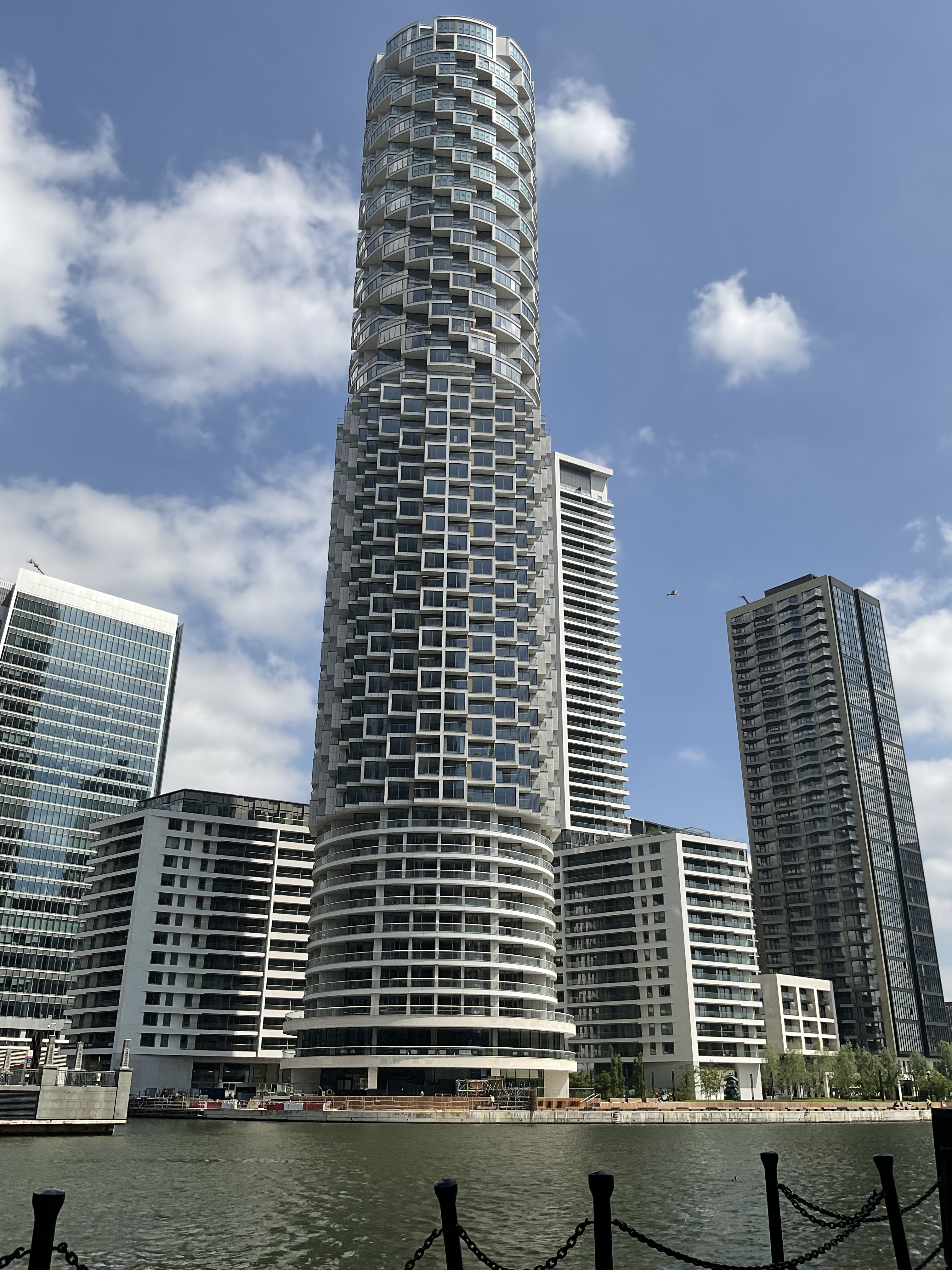
Giugno 2021